# 京王杯スプリングカップ
京王杯スプリングカップ（けいおうはいスプリングカップ）は、日本中央競馬会（JRA）が東京競馬場で施行する中央競馬の重賞競走（GII）である。
寄贈賞を提供する京王電鉄は、東京都多摩市（1988年までは東京都新宿区）に本社を置き、東京競馬場最寄りの府中競馬正門前駅を含む京王線および競馬場線を運営する大手私鉄。
正賞は京王電鉄株式会社賞。

## 概要
1956年に、5歳（現4歳）以上の馬による重賞として「スプリングハンデキャップ」の名称で創設。本競走と対をなす形で、秋の東京開催で行われる『オータムハンデキャップ』（現・京成杯オータムハンデキャップ）も同時に創設された。1959年（昭和34年）、オータムハンデキャップに先に京王杯が寄贈され、翌1960年からは本競走にも京王杯が掛けられるようになって『京王杯スプリングハンデキャップ（けいおうはいスプリングハンデキャップ）』と改称。1984年のグレード制導入時に現名称となった。
当初は2月下旬 - 3月上旬に芝1600mで行われたが、施行時期は1972年より春季の東京開催で定着。距離は幾度かの変更を経て、1981年から1400mで行われるようになった。1984年のグレード制導入でGIIに格付けされ、安田記念の重要な前哨戦として位置づけられた。2014年からは本競走の1着馬に、安田記念の優先出走権が与えられている。
外国産馬は1984年から、外国馬は1994年から、地方競馬所属馬は1995年からそれぞれ出走可能になった。

JRAで行われる沿線大手私鉄5社の冠競走に於いて、京王が寄贈賞を出している当競走と、秋の京王杯2歳ステークスのみGIIに格付けされている。なお、東京競馬場近くに多摩川線是政駅を有する西武鉄道と、南武線府中本町駅を有する国鉄→JR東日本は寄贈賞がない。

### 競走条件
以下の内容は、2025年現在のもの。
出走資格：サラ系4歳以上
- JRA所属馬
- 地方競馬所属馬（後述）
- 外国調教馬（優先出走）

負担重量：別定
- 57kg、牝馬2kg減
  - 2024年4月27日以降のGI競走（牝馬限定競走を除く）1着馬2kg増、牝馬限定GI競走またはGII競走（牝馬限定競走を除く）1着馬1kg増
  - 2024年4月26日以前のGI競走（牝馬限定競走を除く）1着馬1kg増（2歳時の成績を除く）

安田記念のステップ競走に指定されており、地方競馬所属馬は安田記念の出走候補馬（3頭まで）に出走資格が与えられる。また、地方競馬所属馬は本競走で2着以内の成績を収めた馬に安田記念の優先出走権が与えられる。

### 賞金
2025年の1着賞金は5900万円で、以下2着2400万円、3着1500万円、4着890万円、5着590万円。

## 歴史
- 1956年 - 5歳以上の馬による重賞競走として「スプリングハンデキャップ」の名称で創設、東京競馬場の芝1600mで施行[6]。
- 1960年 - 名称を「京王杯スプリングハンデキャップ」に変更[6]。
- 1984年
  - 名称を「京王杯スプリングカップ」に変更[6]。
  - 混合競走に指定、外国産馬が出走可能になる[2]。
  - グレード制施行によりGII[注 1]に格付け[6]。
- 1994年 - 国際競走に変更され、外国調教馬が5頭まで出走可能となる[2]。
- 1995年 - 指定交流競走となり、地方競馬所属馬が3頭まで出走可能となる[2]。
- 1996年 - 地方競馬所属馬の出走枠が3頭から2頭に縮小[2]。
- 2001年 - 馬齢表示の国際基準への変更に伴い、出走条件を「4歳以上」に変更[2]。
- 2002年 - 外国調教馬の出走枠が9頭に拡大[2]。
- 2014年 - この年から1着馬に安田記念の優先出走権を付与[6]。
- 2020年 - 新型コロナウイルス感染症（COVID-19）の感染拡大防止のため、「無観客競馬」として実施[9]。
- 2025年 - 施行時期を従来より2週間繰り上げて実施（この週の翌日は天皇賞（春）が実施される）。

### 歴代優勝馬
コース種別を表記していない距離は、芝コースを表す。
優勝馬の馬齢は、2000年以前も現行表記に揃えている。
外国馬の所属表記は出典が明記されているもののみ記載し、検証可能性を満たさないものは空欄とした。また、中央所属馬の表記は、すべて「JRA」に揃えている。
競走名は第4回まで「スプリングハンデキャップ」、第5回から第28回まで「京王杯スプリングハンデキャップ」。
| 回数   | 施行日        | 競馬場 | 距離        | 優勝馬             | 性齢 | 所属 | タイム   | 優勝騎手        | 管理調教師     | 馬主                           |
| ------ | ------------- | ------ | ----------- | ------------------ | ---- | ---- | -------- | --------------- | -------------- | ------------------------------ |
| 第1回  | 1956年3月11日 | 東京   | 1600m       | クリチカラ         | 牡6  | JRA  | 1:38 2/5 | 森安弘明        | 尾形藤吉       | 栗林友二                       |
| 第2回  | 1957年3月10日 | 東京   | 1600m       | ヒデホマレ         | 牡5  | JRA  | 1:39 4/5 | 保田隆芳        | 田中康三       | 小川満枝                       |
| 第3回  | 1958年3月2日  | 東京   | 1600m       | ブレツシング       | 牝6  | JRA  | 1:37 2/5 | 保田隆芳        | 尾形藤吉       | 小野晃                         |
| 第4回  | 1959年3月1日  | 東京   | 1600m       | クリペロ           | 牡4  | JRA  | 1:39 2/5 | 森安弘明        | 尾形藤吉       | 栗林友二                       |
| 第5回  | 1960年2月21日 | 東京   | 1600m       | スイートワン       | 牡4  | JRA  | 1:39.3   | 野平祐二        | 野平省三       | 和田共弘                       |
| 第6回  | 1961年2月26日 | 東京   | ダート1600m | シヨウザン         | 牡4  | JRA  | 1:39.9   | 高橋英夫        | 鈴木清         | 渡部恵子                       |
| 第7回  | 1962年2月18日 | 東京   | 1600m       | トリシン           | 牡4  | JRA  | 1:36.8   | 丸目敏栄        | 荒木静雄       | 斎藤延次郎                     |
| 第8回  | 1963年2月24日 | 東京   | 1800m       | スズホープ         | 牡4  | JRA  | 1:49.5   | 野平好男        | 森末之助       | 鈴江チヨ                       |
| 第9回  | 1964年3月22日 | 東京   | 1800m       | クリライト         | 牡4  | JRA  | 1:51.9   | 郷原洋行        | 大久保房松     | 栗林友二                       |
| 第10回 | 1965年2月21日 | 東京   | 1800m       | アサホコ           | 牡5  | JRA  | 1:50.2   | 加賀武見        | 藤本冨良       | 手塚栄一                       |
| 第11回 | 1966年2月20日 | 東京   | 1800m       | グレートヨルカ     | 牡6  | JRA  | 1:49.1   | 保田隆芳        | 尾形藤吉       | 小野晃                         |
| 第12回 | 1967年2月26日 | 東京   | 1800m       | ヒシマサヒデ       | 牡5  | JRA  | 1:52.1   | 小野定夫        | 稗田敏男       | 阿部雅信                       |
| 第13回 | 1968年2月25日 | 中山   | ダート1800m | メジロシンゲン     | 牡4  | JRA  | 1:54.0   | 町田精生        | 大久保末吉     | 北野雄二                       |
| 第14回 | 1969年2月16日 | 東京   | 1800m       | モンタサン         | 牡5  | JRA  | 1:52.4   | 油木宣夫        | 矢野幸夫       | 古知政市                       |
| 第15回 | 1970年2月22日 | 東京   | 1800m       | ミノル             | 牡4  | JRA  | 1:48.8   | 保田隆芳        | 尾形藤吉       | 永田賢介                       |
| 第16回 | 1971年2月14日 | 東京   | ダート1700m | タマミ             | 牝4  | JRA  | 1:44.4   | 増沢末夫        | 坂本栄三郎     | 影山明                         |
| 第17回 | 1972年5月3日  | 東京   | 1800m       | ダイセンプー       | 牡4  | JRA  | 1:50.1   | 津田昭          | 野平富久       | （有）イーデン産業             |
| 第18回 | 1973年4月22日 | 東京   | 1800m       | インターブレイン   | 牡4  | JRA  | 1:49.5   | 野平祐二        | 野平省三       | 松岡正雄                       |
| 第19回 | 1974年5月4日  | 東京   | 1800m       | タケクマヒカル     | 牡5  | JRA  | 1:48.7   | 矢野照正        | 中村広         | 武隈水雄                       |
| 第20回 | 1975年4月20日 | 東京   | 1800m       | キクノオー         | 牡4  | JRA  | 1:48.6   | 横山富雄        | 山岡寿恵次     | 田中伊三郎                     |
| 第21回 | 1976年4月25日 | 東京   | 1800m       | ヤマブキオー       | 牡6  | JRA  | 1:48.9   | 徳吉一己        | 森末之助       | 清水一郎                       |
| 第22回 | 1977年4月24日 | 東京   | 1800m       | ニッポーキング     | 牡4  | JRA  | 1:47.9   | 郷原洋行        | 久保田金造     | 山石祐一                       |
| 第23回 | 1978年4月23日 | 東京   | 1800m       | シービークイン     | 牝5  | JRA  | 1:47.9   | 吉永正人        | 松山吉三郎     | 千明牧場                       |
| 第24回 | 1979年4月22日 | 東京   | 1800m       | ゴールデンボート   | 牡4  | JRA  | 1:47.9   | 石神富士雄      | 中村広         | 川俣トシエ                     |
| 第25回 | 1980年4月27日 | 東京   | 1800m       | シーバードパーク   | 牝4  | JRA  | 1:47.9   | 菅原泰夫        | 本郷重彦       | ホースマンクラブ               |
| 第26回 | 1981年4月26日 | 東京   | 1400m       | シンボリフレンド   | 牡4  | JRA  | 1:23.3   | 柴田政人        | 野平祐二       | シンボリ牧場                   |
| 第27回 | 1982年4月29日 | 東京   | 1400m       | エビスクラウン     | 牡5  | JRA  | 1:23.7   | 郷原洋行        | 松山康久       | 内多晃                         |
| 第28回 | 1983年5月1日  | 東京   | 1400m       | イーストボーイ     | 牡5  | JRA  | 1:22.9   | 根本康広        | 橋本輝雄       | 加藤久枝                       |
| 第29回 | 1984年4月22日 | 東京   | 1400m       | ハッピープログレス | 牡6  | JRA  | 1:23.8   | 田原成貴        | 山本正司       | 藤田晋                         |
| 第30回 | 1985年4月21日 | 東京   | 1400m       | ニホンピロウイナー | 牡5  | JRA  | 1:23.0   | 河内洋          | 服部正利       | 小林百太郎                     |
| 第31回 | 1986年4月20日 | 東京   | 1400m       | トーアファルコン   | 牡5  | JRA  | 1:23.7   | 河内洋          | 服部正利       | 伊藤昭二                       |
| 第32回 | 1987年4月26日 | 東京   | 1400m       | ニッポーテイオー   | 牡4  | JRA  | 1:21.8   | 郷原洋行        | 久保田金造     | 山石祐一                       |
| 第33回 | 1988年4月24日 | 東京   | 1400m       | ダイナアクトレス   | 牝5  | JRA  | 1:21.4   | 岡部幸雄        | 矢野進         | （有）社台レースホース         |
| 第34回 | 1989年4月23日 | 東京   | 1400m       | リンドホシ         | 牡4  | JRA  | 1:23.1   | 的場均          | 佐藤林次郎     | （株）デルマークラブ           |
| 第35回 | 1990年4月22日 | 東京   | 1400m       | シンウインド       | 牝6  | JRA  | 1:23.3   | 南井克巳        | 二分久男       | 林幸雄                         |
| 第36回 | 1991年4月21日 | 東京   | 1400m       | ダイイチルビー     | 牝4  | JRA  | 1:21.5   | 河内洋          | 伊藤雄二       | 辻本春雄                       |
| 第37回 | 1992年4月25日 | 東京   | 1400m       | ダイナマイトダディ | 牡4  | JRA  | 1:21.6   | 加藤和宏        | 鈴木康弘       | 池谷誠一                       |
| 第38回 | 1993年4月24日 | 東京   | 1400m       | ヤマニンゼファー   | 牡5  | JRA  | 1:21.0   | 柴田善臣        | 栗田博憲       | 土井宏二                       |
| 第39回 | 1994年4月23日 | 東京   | 1400m       | スキーパラダイス   | 牝4  | FRA  | 1:21.4   | 武豊            | A.ファーブル   | 吉田照哉                       |
| 第40回 | 1995年4月22日 | 東京   | 1400m       | ドゥマーニ         | 牡4  | UAE  | 1:21.3   | R.ヒルズ        | K.マクローリン | ハムダン殿下                   |
| 第41回 | 1996年5月11日 | 東京   | 1400m       | ハートレイク       | 牡5  | UAE  | 1:21.1   | 武豊            | S.スルール     | ゴドルフィン                   |
| 第42回 | 1997年5月10日 | 東京   | 1400m       | タイキブリザード   | 牡6  | JRA  | 1:20.5   | 岡部幸雄        | 藤沢和雄       | （有）大樹ファーム             |
| 第43回 | 1998年5月16日 | 東京   | 1400m       | タイキシャトル     | 牡4  | JRA  | 1:20.1   | 岡部幸雄        | 藤沢和雄       | （有）大樹ファーム             |
| 第44回 | 1999年5月15日 | 東京   | 1400m       | グラスワンダー     | 牡4  | JRA  | 1:20.5   | 的場均          | 尾形充弘       | 半沢（有）                     |
| 第45回 | 2000年5月14日 | 東京   | 1400m       | スティンガー       | 牝4  | JRA  | 1:21.0   | 武豊            | 藤沢和雄       | 吉田照哉                       |
| 第46回 | 2001年5月13日 | 東京   | 1400m       | スティンガー       | 牝5  | JRA  | 1:20.1   | 岡部幸雄        | 藤沢和雄       | 吉田照哉                       |
| 第47回 | 2002年5月12日 | 東京   | 1400m       | ゴッドオブチャンス | 牡4  | JRA  | 1:20.3   | 柴田善臣        | 和田正道       | （有）ノースヒルズマネジメント |
| 第48回 | 2003年5月18日 | 東京   | 1400m       | テレグノシス       | 牡4  | JRA  | 1:21.0   | 勝浦正樹        | 杉浦宏昭       | （有）社台レースホース         |
| 第49回 | 2004年5月16日 | 東京   | 1400m       | ウインラディウス   | 牡6  | JRA  | 1:20.4   | 田中勝春        | 藤沢和雄       | （株）ウイン                   |
| 第50回 | 2005年5月15日 | 東京   | 1400m       | アサクサデンエン   | 牡6  | JRA  | 1:20.3   | 後藤浩輝        | 河野通文       | 田原源一郎                     |
| 第51回 | 2006年5月13日 | 東京   | 1400m       | オレハマッテルゼ   | 牡6  | JRA  | 1:21.8   | 柴田善臣        | 音無秀孝       | 小田切有一                     |
| 第52回 | 2007年5月12日 | 東京   | 1400m       | エイシンドーバー   | 牡5  | JRA  | 1:20.0   | 福永祐一        | 小崎憲         | 平井豊光                       |
| 第53回 | 2008年5月17日 | 東京   | 1400m       | スーパーホーネット | 牡5  | JRA  | 1:20.8   | 藤岡佑介        | 矢作芳人       | 森本悳男                       |
| 第54回 | 2009年5月16日 | 東京   | 1400m       | スズカコーズウェイ | 牡5  | JRA  | 1:20.6   | 後藤浩輝        | 橋田満         | 永井啓弍                       |
| 第55回 | 2010年5月15日 | 東京   | 1400m       | サンクスノート     | 牝5  | JRA  | 1:19.8   | 蛯名正義        | 二ノ宮敬宇     | 下河邊行雄                     |
| 第56回 | 2011年5月14日 | 東京   | 1400m       | ストロングリターン | 牡5  | JRA  | 1:20.2   | 石橋脩          | 堀宣行         | 吉田照哉                       |
| 第57回 | 2012年5月12日 | 東京   | 1400m       | サダムパテック     | 牡4  | JRA  | 1:20.1   | C. ウィリアムズ | 西園正都       | 大西定                         |
| 第58回 | 2013年5月11日 | 東京   | 1400m       | ダイワマッジョーレ | 牡4  | JRA  | 1:20.6   | 蛯名正義        | 矢作芳人       | 大城敬三                       |
| 第59回 | 2014年5月17日 | 東京   | 1400m       | レッドスパーダ     | 牡8  | JRA  | 1:19.7   | 北村宏司        | 藤沢和雄       | （株）東京ホースレーシング     |
| 第60回 | 2015年5月16日 | 東京   | 1400m       | サクラゴスペル     | 牡7  | JRA  | 1:21.6   | 戸崎圭太        | 尾関知人       | （株）さくらコマース           |
| 第61回 | 2016年5月14日 | 東京   | 1400m       | サトノアラジン     | 牡5  | JRA  | 1:19.6   | 川田将雅        | 池江泰寿       | 里見治                         |
| 第62回 | 2017年5月13日 | 東京   | 1400m       | レッドファルクス   | 牡6  | JRA  | 1:23.2   | M.デムーロ      | 尾関知人       | （株）東京ホースレーシング     |
| 第63回 | 2018年5月12日 | 東京   | 1400m       | ムーンクエイク     | 騸5  | JRA  | 1:19.5   | C.ルメール      | 藤沢和雄       | （有）キャロットファーム       |
| 第64回 | 2019年5月11日 | 東京   | 1400m       | タワーオブロンドン | 牡4  | JRA  | 1:19.4   | D.レーン        | 藤沢和雄       | ゴドルフィン                   |
| 第65回 | 2020年5月16日 | 東京   | 1400m       | ダノンスマッシュ   | 牡5  | JRA  | 1:19.8   | D.レーン        | 安田隆行       | （株）ダノックス               |
| 第66回 | 2021年5月15日 | 東京   | 1400m       | ラウダシオン       | 牡4  | JRA  | 1:19.8   | M.デムーロ      | 斉藤崇史       | （有）シルクレーシング         |
| 第67回 | 2022年5月14日 | 東京   | 1400m       | メイケイエール     | 牝4  | JRA  | 1:20.2   | 池添謙一        | 武英智         | 名古屋競馬（株）               |
| 第68回 | 2023年5月13日 | 東京   | 1400m       | レッドモンレーヴ   | 牡4  | JRA  | 1:20.3   | 横山和生        | 蛯名正義       | （株）東京ホースレーシング     |
| 第69回 | 2024年5月11日 | 東京   | 1400m       | ウインマーベル     | 牡5  | JRA  | 1:19.7   | 松山弘平        | 深山雅史       | （株）ウイン                   |
| 第70回 | 2025年5月3日  | 東京   | 1400m       | トウシンマカオ     | 牡6  | JRA  | R1:18.3  | 横山武史        | 高柳瑞樹       | （株）サトー                   |